# Estádio FNB
O Estádio FNB (em inglês:  FNB Stadium) é um estádio de futebol localizado em Joanesburgo, na África do Sul. Durante a Copa do Mundo de 2010 foi chamado de Soccer City e foi sede de partidas, entre as quais a partida inaugural e a grande final.

## Histórico
Foi inaugurado em 1989 como FNB Stadium e tinha capacidade para receber 104 700 espectadores. Foi parcialmente demolido para o Mundial de 2010 e sua capacidade foi reduzida para os atuais 94 736 lugares com a introdução de assentos individuais, embora ainda mantenha a condição de maior estádio da África. A maioria dos grandes acontecimentos futebolísticos da África do Sul se desenvolviam, já que se adapta melhor a estes eventos que fica ao redor do Ellis Park Stadium, onde se disputou a final da Copa do Mundo de Rugby de 1995. Soweto e o Centro Nacional de Exposições, em Nasrec estão em suas proximidades. Uma vez reformado, voltou a receber as partidas internacionais da Seleção Sul-africana de Futebol.

### Eventos
No Soccer City foi disputado a final da Copa das Nações Africanas de 1996, na qual à Seleção Sul-Africana de Futebol consagrou-se campeã. Também tem sido cenário do primeiro discurso inumerável de Nelson Mandela, depois sua liberação em 1990. Em 1993, celebraram-se no estádio os funerais por Chris Hani, o líder do SACP.

### Copa do Mundo FIFA de 2010
O Soccer City abrigou em 11 de junho de 2010 a partida inaugural do campeonato, e mais quatro partidas da primeira rodada, uma partida das oitavas de final, outra das quartas de final e a grande final.
O estádio foi submetido a uma importante renovação para o torneio, com um novo desenho inspirado na cerâmica tradicional africana. O nível superior se estendeu em todo o estádio para aumentar a capacidade para 94.700 espectadores, com 99 suítes executivas.
Incluiu a construção de uma cobertura elíptica, novas instalações de vestuários e nova iluminação. As obras foram adjudicadas ao consorcio Grinaker-LTA, e começaram em fevereiro de 2007 e terminaram em 2009.

### Partidas
| Data   | Hora (UTC+2) | 1ª equipe     | Placar    | 2ª equipe       | Fase     | Público |
| ------ | ------------ | ------------- | --------- | --------------- | -------- | ------- |
| 11 jun | 16:00        | África do Sul | 1–1       | México          | Abertura | 84 490  |
| 14 jun | 13:30        | Países Baixos | 2–0       | Dinamarca       | Grupo E  | 83 465  |
| 17 jun | 13:30        | Argentina     | 4–1       | Coreia do Sul   | Grupo B  | 82 174  |
| 20 jun | 20:30        | Brasil        | 3–1       | Costa do Marfim | Grupo G  | 84 455  |
| 23 jun | 20:30        | Gana          | 0–1       | Alemanha        | Grupo D  | 83 391  |
| 27 jun | 20:30        | Argentina     | 3–1       | México          | Oitavas  | 84 377  |
| 2 jul  | 20:30        | Uruguai       | 1(5)–1(3) | Gana            | Quartas  | 84 017  |
| 11 jul | 20:30        | Países Baixos | 0–1 (pro) | Espanha         | Final    | 84 490  |

## Shows
O estádio recebeu shows de várias celebridades da música, tais como Shakira, Rihanna, Linkin Park, Bon Jovi, Coldplay, Red Hot Chili Peppers, U2 e One Direction, este último estabelecendo o recorde de público com 131 615 espectadores.